# 福島県道75号塙泉崎線
福島県道75号塙泉崎線（ふくしまけんどう75ごう はなわいずみざきせん）は、福島県東白川郡塙町から西白河郡泉崎村に至る県道（主要地方道）である。

## 概要

### 路線データ
- 起点 : 東白川郡塙町西河内字八幡前
- 終点 : 西白河郡泉崎村泉崎字山崎
- 総延長 : 33.388km[1]
  - 実延長：30.391km

## 歴史
- 1993年（平成5年）5月11日 - 建設省から、県道泉崎浅川線・県道根岸塙線が塙泉崎線として主要地方道に指定される[2]。
- 1994年（平成6年）4月1日 - 福島県によって現在の路線が県道認定される[3]。

## 路線状況

### 重用路線
- 福島県道71号勿来浅川線（石川郡浅川町根岸字森際 - 同郡同町東大畑字道ケ作）
- 国道118号（石川郡浅川町東大畑字道ケ作 - 同郡同町浅川字月斉陣場）
- 福島県道44号棚倉矢吹線（白河市東深仁井田字刈敷坂 - 西白河郡中島村川原田字下町）
- 福島県道139号母畑白河線（西白河郡泉崎村関和久字下原 - 同郡同村関和久字中宿）

### バイパス
反町工区
- 起点：白河市東上野出島字藪
- 終点：白河市東上野出島字三筋
- 延長：770.9m

白河市東地区東部の反町地区の安全な歩行空間の確保のため、集落内の狭隘区間を迂回する形で現道の北側に建設され、2022年3月17日に供用が開始された。旧道は同日付で県道路線認定が解除され、白河市道へ移管された。

### 道路施設
出戸橋
- 全長：25.586m
- 幅員：8.0m
- 形式：単径間単純合成H鋼桁橋
- 竣工：1985年

塙町東河内にて一級水系久慈川水系赤坂川を渡る。狭隘区間解消のため1982年度から県単独橋梁整備事業として着工された。総事業費は8320万円。
日渡橋
泉崎大橋（JR東北本線）
新橋
- 全長：27.7m
- 幅員：13.0m
- 竣工：1998年[6]

泉崎村泉崎字豆田から字取替、字佛工田に至り、一級水系阿武隈川水系泉川を渡る。

## 地理

### 通過する自治体
- 東白川郡塙町
- 東白川郡棚倉町
- 石川郡浅川町
- 白河市
- 西白河郡中島村
- 西白河郡泉崎村

### 交差する道路
- 塙町内
  - 国道289号（西河内字八幡前 起点）
- 棚倉町
  - 福島県道25号棚倉鮫川線（山田字和台）
- 浅川町内

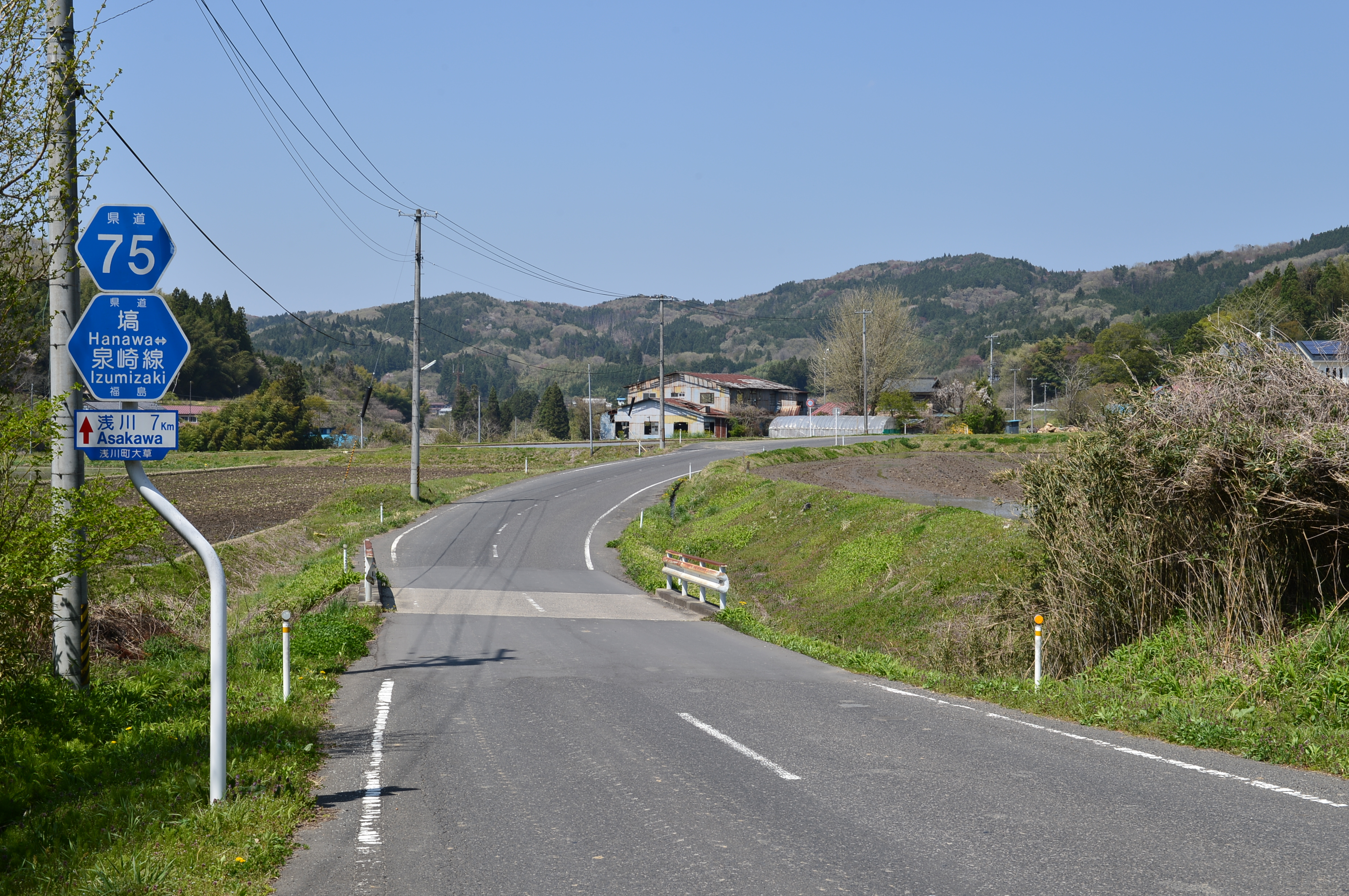
福島県道75号塙泉崎線
石川郡浅川町大草（2015年4月）

  - 福島県道71号勿来浅川線 いわき市方面（根岸字森際）
  - 国道118号 水戸市方面・福島県道178号磐城浅川停車場線（福島県道71号勿来浅川線 終点）（東大畑字道ケ作）
  - 国道118号 須賀川市方面・福島県道276号浅川古殿線（浅川字月斉陣場）
  - 福島県道277号社田浅川線（浅川字荒町）
- 白河市内
  - 福島県道44号棚倉矢吹線 棚倉町方面（東深仁井田字刈敷坂）
  - 福島県道11号白河石川線（東深仁井田字天上林）
- 中島村内
  - 福島県道44号棚倉矢吹線 矢吹町方面（川原田字下町）
- 泉崎村内
  - 福島県道139号母畑白河線 石川町方面（関和久字下原）
  - 福島県道139号母畑白河線 白河市方面（関和久字中宿）
  - 福島県道137号泉崎石川線（泉崎字八丸）
  - 国道4号（泉崎字山崎（泉崎交差点） 終点）

### 沿線にある施設など
- 棚倉町立山岡小学校
- 近津神社
- 白河市立小野田小学校
- 泉崎村役場
- JR東北本線 泉崎駅
- 南東北病院泉崎診療所
- 泉崎村保健福祉総合センター